# Jadeweg

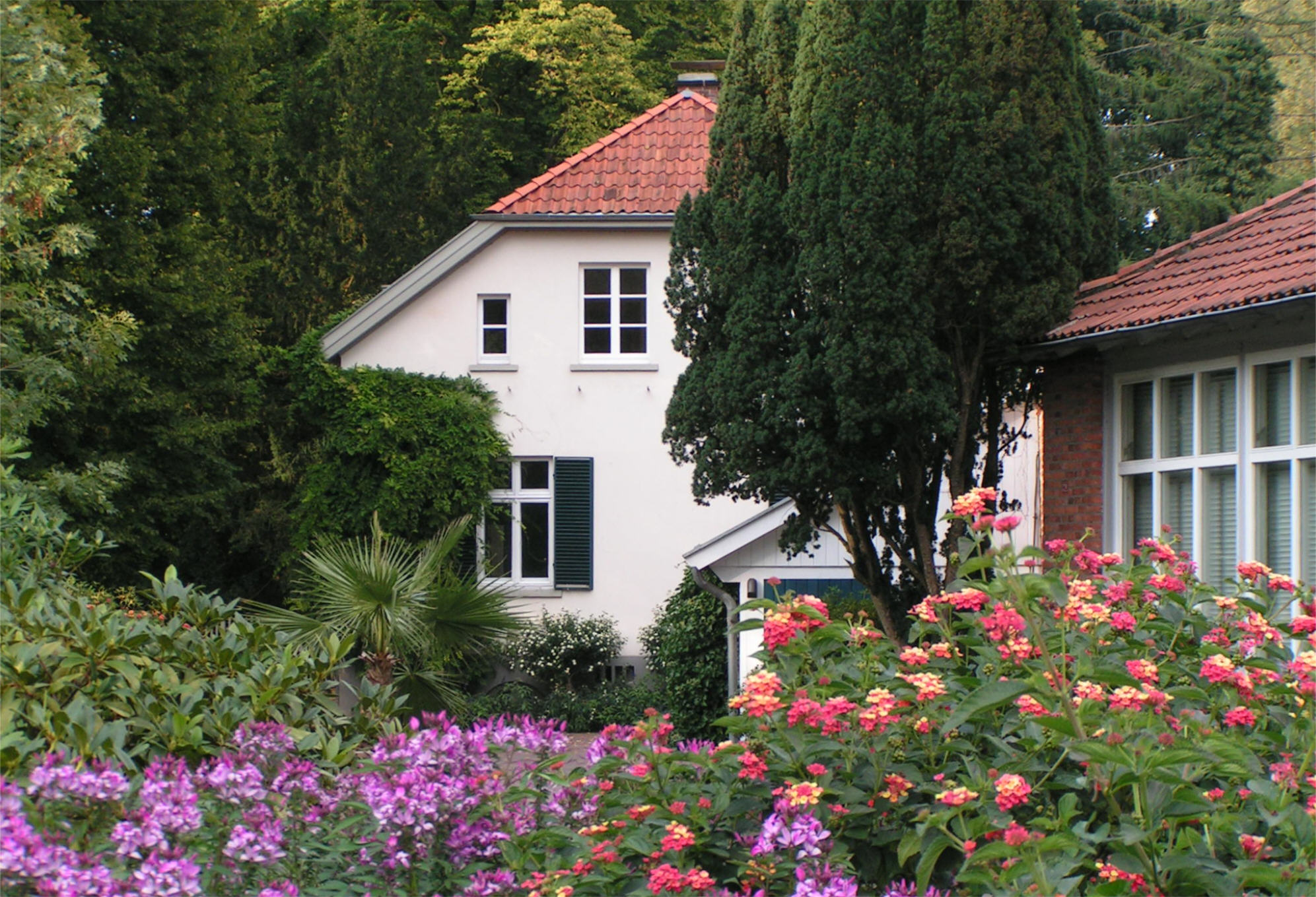
Wegabschnitt im Oldenburger Schlossgarten

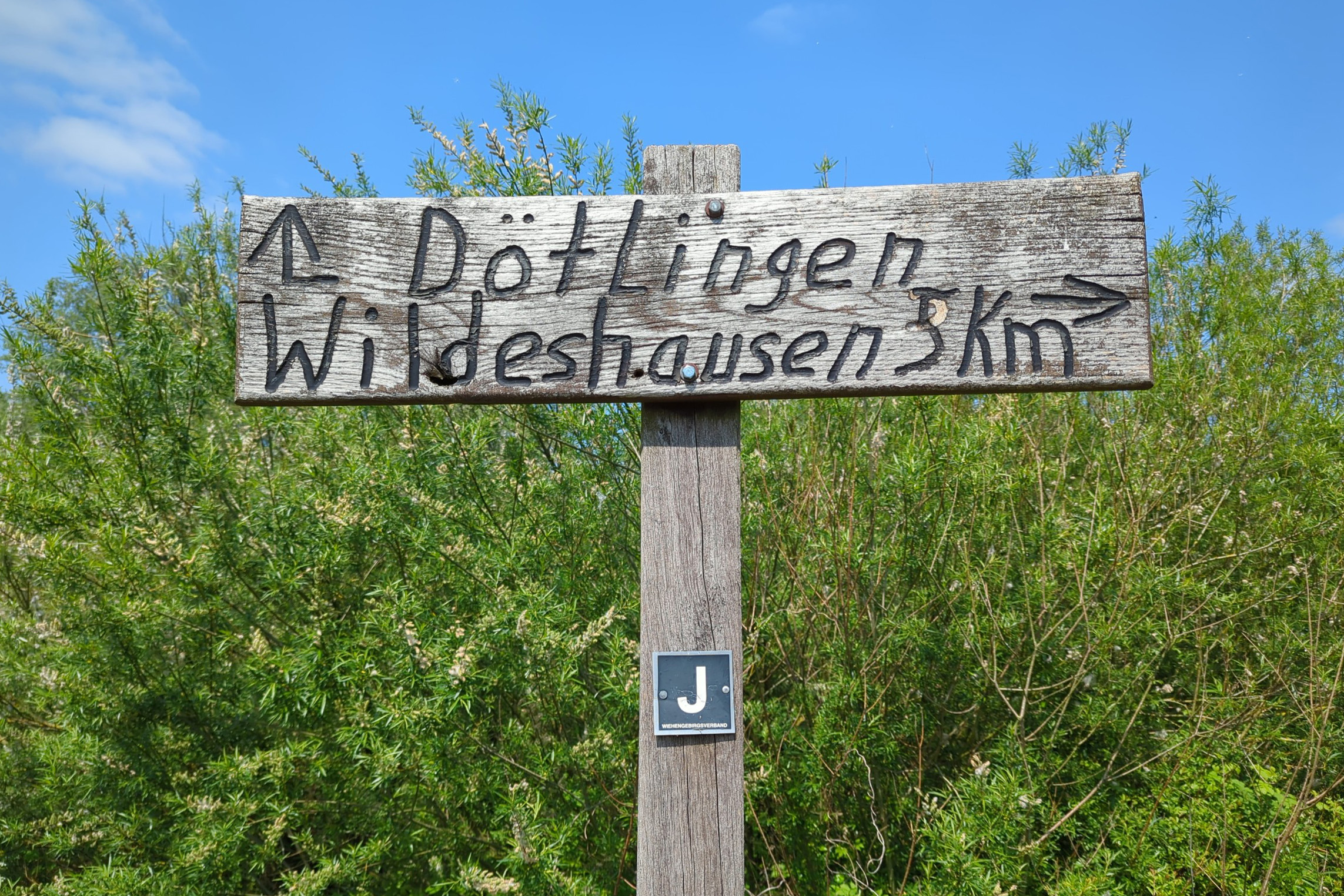
Wegweiser am Jadeweg

Jadeweg ist der Name eines regionalen Wanderwegs des Wiehengebirgsverbandes Weser-Ems. Der Weg ist 130 Kilometer lang und führt von Wilhelmshaven nach Wildeshausen. Der Jadeweg ist nach dem kurzen Fluss Jade benannt, der in den Jadebusen einmündet, welcher wiederum seinen Namen dem Fluss verdankt. 

## Streckenführung
Der Weg beginnt an der Virchowstraße in Wilhelmshaven, verlässt die Stadt in deren Südwesten und verläuft zunächst im Landkreis Friesland unmittelbar westlich des Jadebusens. Westlich von Dangast knickt der Weg in Richtung Westen ab und verlässt bei Zetel das Marschland. Der Weg verläuft durch die Friesische Wehde, durchquert das Jührdener Feld, ein Moorgebiet, in östlicher Richtung und erreicht bei Spohle das Ammerland.
Der Jadeweg nähert sich bei Gristede dem Zwischenahner Meer, das er entgegen dem Uhrzeigersinn zu zwei Dritteln umrundet. Dabei durchquert er Bad Zwischenahn. Entlang der Bahnstrecke Leer–Oldenburg erreicht der Wanderweg Oldenburg aus Richtung Westen.
Zum Stadtzentrum Oldenburgs gelangt man auf dem Jadeweg etwa parallel zur Haaren. Dabei wird auch das Regierungsviertel am Dobben berührt. Der Weg führt über den Theaterwall durch den Schlossgarten und den Landschaftspark Mühlenhunte entlang der Alten Hunte zur Küstenkanal-Schleuse. Die Stadt Oldenburg verlässt der Jadeweg in Richtung Tungeler Marsch im Landkreis Oldenburg.
Den Landkreis durchquert der Weg in südsüdwestlicher Richtung und folgt dabei in etwa stromaufwärts dem Verlauf der Hunte, den Naturpark Wildeshauser Geest durchquerend. Dabei berührt er die Naturschutzgebiete Barneführer Holz und Schreensmoor und Poggenpohlsmoor. Hinter Gut Altona erreicht der Jadeweg die Kreisstadt Wildeshausen. 
Der Jadeweg ist von Wilhelmshaven bis Petershörn Teilstück des Europäischen Küstenfernwanderweges E 9. Zwischen Bad Zwischenahn und Oldenburg teilt der Weg die Strecke mit dem Ems-Hunte-Weg, einem ebenfalls vom Wiehengebirgsverband betreuten Regionalen Wanderweg. In Wildeshausen schließt sich für Wanderer, die weiter nach Süden gelangen wollen, nahtlos der Pickerweg an, der nach Osnabrück führt.
Gekennzeichnet wird der Jadeweg durch ein weißes „J“ auf schwarzem Grund.

## Sehenswürdigkeiten entlang des Jadewegs
- Jadebusen mit dem Skulpturenpfad Kunst am Deich (Abschnitt „Die sieben Tage der Schöpfung“)
- Neuenburger Urwald
- Rhododendronpark Hobbie in Linswegerfeld[1]
- Rhododendronpark Bruns im Gristeder Wald
- Park der Gärten in Rostrup
- Bad Zwischenahn (Kurpark mit dem Freilichtmuseum Ammerländer Bauernhaus)[2]
- Ehemaliges politisches Zentrum des Landes Oldenburg
- Oldenburgisches Staatstheater
- Schlossgarten Oldenburg
- Schleuse Oldenburg
- Wild- und Freizeitpark Ostrittrum[3]
- Naturschutzgebiet Poggenpohlsmoor
- Künstlerdorf Dötlingen; in der Nähe die Megalithenanlage Glaner Braut
- Alexanderkirche Wildeshausen